# Růžena Kurzová
Růžena Kurzová, rozená Höhmová (16. června 1880 Praha – 20. prosince 1938 Praha) byla česká klavíristka a učitelka hudby, manželka Viléma Kurze.

## Životopis
Narodila se 16. června 1880 v rodině Antonína Pavla Höhma a Rosalie Höhmové, rozené Berkové. Studovala v Praze u Jakuba Holfelda a poté u svého budoucího manžela Viléma Kurze, za kterého se v roce 1899 provdala. Od roku 1898 vyučovala se svým manželem na Lvovské konzervatoři, od roku 1917 byla profesorkou. V letech 1919–1928 pedagogicky působila na konzervatoři v Brně a v poslední dekádě svého života na konzervatoři v Praze.
Růžena Kurzová, nejbližší spolupracovnice a asistentka Viléma Kurze, v roce 1930 upravila a výrazně rozšířila jeho knihu Postup při vyučování hře na klavír.
Jako učitelka významně přispěla ke kreativní tvorbě Rudolfa Firkušného, Gideona Kleina a Jána Cikkera.